# Климко, Ладишлауш
Ладишлауш Климко (венг. Ladislaus Klimko) – венгерский конькобежец. Выступал на чемпионате Европы-1895 в Будапеште (в составе сборной команды Австро-Венгрии). Занял четвёртое место в предварительном забеге на дистанции 500 метров.

## Достижения
| турнир                            | дата                | город    | 500 м        | 1500 м | 5000 м | 10000 м | место |
| --------------------------------- | ------------------- | -------- | ------------ | ------ | ------ | ------- | ----- |
| 3-й чемпионат Европы – многоборье | 26 – 27 января 1895 | Будапешт | 1.05,4 (4/q) | –      | –      | –       | Б/М   |

## Ссылка
- Сайт SkateResults.com, анг.
- Сайт Deutsche Eisschnelllauf-Gemeinschaft, нем. Архивная копия от 4 марта 2016 на Wayback Machine